# Cobras de la Caroline
Stade
Les Cobras de la Caroline étaient une équipe professionnelle de football américain en salle, une franchise d’expansion de l'Arena Football League. L'équipe a été formée avant la saison 2000, qui a subi une grève des joueurs. L'équipe était initialement basée à Raleigh, en Caroline du Nord, mais a déménagé à Charlotte après sa troisième saison.
Avant la saison 2003, ils disputent leurs matchs à domicile à Raleigh, en Caroline du Nord, au Raleigh Entertainment & Sports Arena (maintenant appelé le PNC Arena). L'équipe était basée au Charlotte Coliseum jusqu'en 2004. Le 20 septembre 2004, avec l’arrivée des Bobcats de Charlotte de la NBA, la ligue a annoncé la cessation de cette franchise; ses joueurs ont été mis à la disposition des autres équipes de l’AFL dans une draft de dispersion.

## Histoire

### Saison 2000
Les Cobras commencent leur carrière en AFL, sous la direction du head coach Doug Kay, par deux matchs de pré-saison. Une défaite à l'extérieur contre les Firebirds d'Albany sur le score de 27-65, et une victoire à domicile, au RBC Center de Raleigh, contre les Seawolves de la Nouvelle-Angleterre, 44-39. Ils terminent la saison avec un bilan de 3-11, finissant derniers de la South Division de la conférence nationale.

### Saison 2001
La saison commence avec l'entraîneur-chef Doug Kay mais celui-ci démissionne juste avant le match de playoffs et est remplacé par le coordinateur offensif, Mike Neu, qui signe un contrat de trois ans. Ils terminent la saison avec un bilan de 7-7, troisième de leur division, et obtiennent un ticket pour les playoffs. Ils perdent au premier tour contre les Firebirds de l'Indiana sur le score de 41-58. Le 7 juillet 2001, leur défaite 99-68 contre les Dragons de New York obtient trois records de l'Arena Football League: celui de l'équipe qui a marqué le plus de points dans un match (NY, 99), celui de l'équipe qui a marqué le plus de points dans un match à domicile (NY, 99) et celui du match avec le plus de points combinés marqués (167).

### Saison 2002
Dirigés par Mike Neu, les Cobras enregistrent un nouveau bilan négatif en fin de saison, 6-8. Ils terminent néanmoins deuxième de leur division et parviennent à se qualifier pour les playoffs. Le 28 juillet 2002, ils gagnent leur premier, et seul, match de séries éliminatoires, sur le score de 72 à 64, contre le Rampage de Grand Rapids. Ils seront éliminés de justesse au tour suivant par les Rattlers de l'Arizona, 59-61.

### Saison 2003
La saison débute avec un nouvel entraîneur-chef, Mike Hold. Néanmoins, à la fin de la treizième semaine et une série de treize défaites consécutives, Hold sera remercié et remplacé par Ed Khayat. Malgré le changement de coach, les cobras terminent la saison avec un bilan de 0-16.

### Saison 2004
Eddie Khayat restera avec l’équipe en tant qu’entraîneur-chef et directeur des opérations football pour la saison 2004. Khayat a complété son équipe d'entraîneurs avec l'addition de John Gregory, légende de l'AFL, en tant qu'entraîneur-chef adjoint et coordinateur offensif et de Ron Selesky en tant que coordinateur défensif. Les trois coacheront l'équipe au cours de la saison mais n'obtiendront qu'un bilan final de 6-10.

## Saison par saison
| [ 17 ] | [ 17 ] | [ 17 ] | [ 17 ]                                     | [ 17 ]            |
| Saison | Bilan  | Pct.   | Playoffs                                   | Affluence moyenne |
| ------ | ------ | ------ | ------------------------------------------ | ----------------- |
| 2000   | 3-11   | 21%    | Pas de playoffs                            | 13 232            |
| 2001   | 7-7    | 50%    | Défaite à Indiana                          | 11 935            |
| 2002   | 6-8    | 42%    | Victoire à Grand Rapids, défaite à Arizona | 9 417             |
| 2003   | 0-16   | 0%     | Pas de playoffs                            | 6 842             |
| 2004   | 6-10   | 37%    | Pas de playoffs                            | 6 829             |

## Les joueurs
| Cobras de la Caroline 2004 | Cobras de la Caroline 2004 | Cobras de la Caroline 2004 |
| Joueur                     | Position                   | Université                 |
| -------------------------- | -------------------------- | -------------------------- |
| Henry Baker                | WR/DB                      | Maryland                   |
| Nate Bell                  | OL/DL                      | Southern University        |
| Rob Bironas                | K                          | Georgia Southern           |
| Daryon Brutley             | DB                         | Southern Miss              |
| Glenn Davis                | DB,DS                      | South Florida              |
| Todd Doxzon                | WR                         | Iowa St.                   |
| Rickey Foggie              | QB                         | Minnesota                  |
| Kendrick Gholston          | OL/DL,DL,DE                | Louisville                 |
| Damien Groce               | WR                         | Iowa State                 |
| Jarrick Hillery            | WR/DB                      | Tennessee State            |
| Bernard Holmes             | OS,WR                      | Texas A&M                  |
| DJ Humphries               | WR/DB                      | Presbyterian (SC)          |
| Lenzie Jackson             | WR                         | Arizona St.                |
| Dee Lloyd                  | OL/DL,DE                   | Tennessee                  |
| Damon Mason                | WR/DB                      | Southwestern Louisiana     |
| Otis Moore                 | OL/DL,DT                   | Clemson                    |
| Matt Nagy                  | QB                         | Delaware                   |
| Troy Pelshak               | LB                         | North Carolina A&T         |
| Charlie Peterson           | QB                         | Brigham Young              |
| Chris Pope                 | FB/LB                      | Central Arkansas           |
| Bryan Ray                  | DL,DE                      | Wake Forest                |
| Travis Reece               | RB                         | Michigan St.               |
| Ernest Ross                | WR/DB                      | Alabama-Birmingham         |
| Yusuf Scott                | G                          | Arizona                    |
| Wes Stephens               | DL                         | Middle Tennessee State     |
| Robert Stewart             | OL/DL                      | Alabama                    |
| Cory Stone                 | OL/DL                      | Tennessee                  |
| Sean Tremblay              | OL/DL                      | Connecticut                |
| Fred Vinson                | DB                         | Vanderbilt                 |
| Jack Walker                | WR/DB                      | Kent                       |
| Sir Mawn Wilson            | WR/LB                      | Syracuse                   |